# Kawasan-watervallen
De Kawasan-watervallen zijn watervallen op het centraal gelegen Filipijnse eiland Cebu. De watervallen liggen in barangay Matutinao in de gemeente Badian op een afstand van ongeveer 130 kilometer ten zuidwesten van Cebu City en vormen een belangrijke trekpleister voor zowel lokale mensen als toeristen. De watervallen liggen in een dichtbegroeide omgeving en zijn te bereiken via een 1,5 kilometer lang voetpad heuvelop, vanaf de hoofdweg langs de westkust van Cebu. De Kawasan-watervallen zijn een reeks van watervallen. De eerste waterval, vanaf de hoofdweg gezien, is de grootste.
Zo nu en dan verdrinkt een bezoeker in het water aan de voet van de watervallen. Onder de lokale bevolking doen verhalen de ronde dat deze mensen het slachtoffer zijn van de geesten van het oerwoud, de zogenaamde "engkantos". Naar verluidt eisen deze geesten 60 zielen op, in ruil voor de verstoring van de rust rond de watervallen.